# Афанасій (Дроздов)
Архієпископ Афанасій (в миру Олександр Васильович Дроздов [1]; 1800, село Умріненково, Белевський повіт, Тульська губернія — 7 (19) грудня 1876, Астрахань [2]) — єпископ Російської православної церкви, архієпископ Астраханський і Єнотаєвський. Ректор Херсонської духовної семінарії в Україні (1840—1841). Єпископ Вінницький. За національністю — московит.

## Біографія
Народився 1800 в селі Умріненково Белевського повіту Тульської губернії в родині російського священика. По закінченні курсу Тульської духовної семінарії вступив у Московську духовну академію. 18 грудня 1823 пострижений у чернецтво.
23 серпня 1828 призначений ректором Пензенської духовної семінарії. З 16 вересня 1828 року — архімандрит Червонослобідського Хрестовоздвиженського монастиря Пензенської єпархії.
З 17 липня 1829 року — ректор Костромської духовної семінарії, а з 27 липня того ж року — настоятель Костромського Богоявленського монастиря. У грудні 1837 року затверджено ректором Рязанської духовної семінарії та настоятелем Рязанського Спаського монастиря.

### Перебування в Україні
З 4 квітня 1840 — ректор Херсонської духовної семінарії та архімандрит Одеського Успенського монастиря. 29 листопада того ж року призначений настоятелем Одеського Успенського собору.
З 14 квітня 1841 — коротко ректор Санкт-Петербурзької духовної академії і керуючий Ростовським Богоявленським монастирем.
У період ректорсько-викладацької діяльності без втоми і перерв займався вивченням класичної світської і духовної літератури. Він досконало знав кілька мов: єврейську, латинську, грецьку, французьку, німецьку, ґрунтовно англійську, займався вивченням італійської. Всі твори в основному Афанасій читав з першоджерелах. В останні 25 років свого життя російською мовою він майже нічого не читав.
Заняття класичною літературою було направлено ним спеціально до того, щоб глибше вивчити Біблію.
Крім занять духовною наукою преосвященний Афанасій захоплювався вивченням природничих наук. Він досконало знав фізику, ботаніку, геологію, мінералогію, вищу математику, займався астрономією, анатомією.
Про високу освіченість владики Афанасія стало відомо обер-прокурору Святійшого Синоду графу Н. А. Протасову. За його сприяння преосвященний Афанасій був призначений ректором Санкт-Петербурзької духовної академії. Його положення в Санкт-Петербурзі архієпископ Никанор називає трагічним, так як, виконуючи волю обер-прокурора, він мимоволі йшов врозріз з думками митрополита Московського Філарета (Дроздова).
15 серпня 1842 хіротонізований в єпископа Вінницького, вікарія Подільської єпархії ВПСРІ.
Обер-прокурор, користуючись слабкістю немічного тілесними силами митрополита Санкт-Петербурзького Серафима, прагнув взяти в свої руки всю духовну владу. Здійснити це бажання обер-прокурору мимоволі допомагав звеличений їм єпископ Афанасій. За сприяння владики Афанасія графом Н. А. Протасовим була проведена реформа духовних навчальних закладів.
У той період часу преосвященний Афанасій служив дуже рідко, проповідей взагалі не говорив, єпархіальними справами Вінницької кафедри майже не займався.
Сучасники негативно відгукувалися про нього. Всі його дії розцінювалися, як прагнення задовольнити особисте самолюбство і честолюбство.
Коли преосвященний Афанасій став не потрібен обер-прокуророві, він постарався видалити його з Петербурга. Єпископ Афанасій був призначений у Саратовську єпархію.
З 13 січня 1847-го — єпископ Саратовський і Царицинський.
У саратовський період життя преосвященний Афанасій багато писав, але труди свої майже всі спалював, не визнаючи їх корисними. Єпархіальними справами він займався лише настільки, щоб не зруйнувати поточний порядок, а весь інший час присвячував науці. Книги для преосвященного Афанасія були найкращими друзями. "Коли я розмовляю ось з цими величинами, — говорив він, вказуючи на свої фоліанти, — з цими мудрецями всіх віків, я все в світі забуваю … Мені нічого не потрібно, окрім моїх книг, крім цих моїх високих співрозмовників, крім цього вищого в Світу суспільства ".
Життя преосвященного Афанасія в Саратові відрізнялася скромністю і строгістю. Він вкрай боявся подати прикладу, який би міг спокусити когось іншого. Жив у самоті. Без особливої потреби сам не виїжджав до інших і у себе не приймав нікого. Не допускав ніяких розваг. В архієрейському священнодіянні він був величний і прекрасний. Богослужбовий устав у його кафедральному соборі дотримувалися дуже суворо.
У нього був найкращий хор з провінційних, про який він проявляв саме гаряче батьківське піклування. Знаменитий композитор протоієрей Петро Турчанінов не один раз приїжджав із Санкт-Петербурга в Саратов послухати його хор і керувати ним.
У Саратові преосвященний Афанасій мав зіткнення з цивільною владою, що послужило причиною його перекладу в Астрахань.
З 15 квітня 1856 року — єпископ Астраханський і Єнотаєвський.
На новому місці, як і раніше продовжував займатися наукою, будучи вище всіх життєвих негараздів.
23 березня 1858 возведений у сан архієпископа.
6 квітня 1870 по проханню звільнений на спокій в Астраханський Болдін монастир з пенсією в 1500 рублів, однак тимчасово управляв єпархією до 19 липня того ж року. Згодом переведений до Московського Данилового монастиря.
За висловом архієпископа Никанора Бровковича, «цей ієрарх був якщо не диво по вченості, по величині змісту, то явище феноменальне, у своєму роді виняткове».
Помер 7 грудня 1876.